# Slag op de Catalaunische Velden

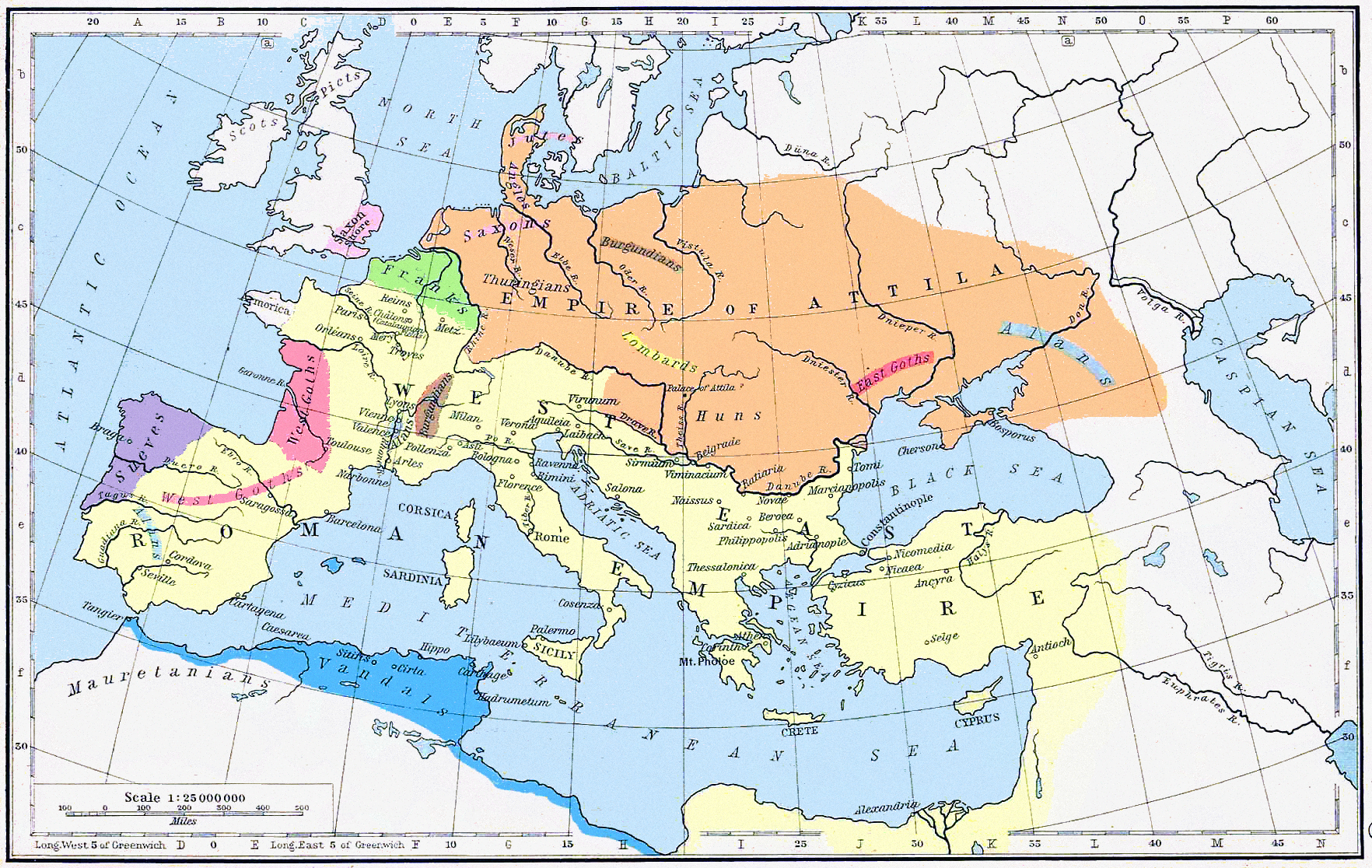
Romeinse Rijk (geel) en Hunnenrijk (oranje) in 450 n. Chr.

De Slag op de Catalaunische Velden, ook Campus Mauriacus, vond plaats op 20 juni 451 in het noordoosten van het huidige Frankrijk. De strijd werd gestreden tussen enerzijds het West-Romeinse leger, dat voor een groot deel bestond uit foederati-contingenten van Visigoten, Alanen en Franken onder leiding van Aetius, tegen anderzijds het leger van Attila, bestaande uit Hunnen, aangevuld met Ostrogoten en Gepiden. Of de uitkomst een enorme doorwerking heeft gehad in de verdere geschiedenis van West-Europa, wordt tegenwoordig door historici betwist. De 19e-eeuwse Britse historicus Edward Creasy rekende het verlies van Attila onder zijn vijftien meest beslissende veldslagen in de wereld.

## Aanleiding
Toen in de jaren 40 van de 5e eeuw Attila's campagne in het Oost-Romeinse Rijk vastliep, besloot hij zijn pijlen op het Westen te richten. Met een zeker voor die tijd gigantisch leger viel hij de West-Romeinse provincie Gallië binnen. De steden Metz en Reims werden veroverd en Attila trok richting Parijs. Daar kreeg hij te maken met zware tegenstand van de Parijse bewoners op hun eiland in de Seine. Genoveva of Geneviève, de latere beschermheilige van de stad Parijs, speelde hierin een belangrijke rol. De Parisii hadden hun schepen laten zinken en alle bruggen naar de buitenoevers vernield, waardoor de aanvallen van de Hunnen telkens konden worden afgeslagen. Woedend en ontmoedigd, omdat hij, de Gesel Gods, door een meisje werd getart, maar toch met bewondering voor de inwoners, droop hij af.

## De veldslag
De Hunnen trokken weg naar Orléans, waar ze verrast werden door een aanval van de Westgoten. Attila moest zich met zware verliezen terugtrekken naar de Catalaunische Velden, een gebied van het Keltisch volk de Catalauni in de regio van Châlons-en-Champagne. Daar kwam het tot een veldslag tussen de Hunnen en hun bondgenoten tegen een Gallische coalitie van Romeinen, Visigoten, Salische Franken en Bourgondiërs, onder leiding van Aetius. Doordat de Romeinen voor het begin van de slag al een strategische heuvel wisten te bezetten en door de heftige aanvallen van de Visigotische cavalerie, werden de Hunnen in een zeer bloedige veldslag teruggedreven naar hun kamp bij La Cheppe. In dat kamp dat provisorisch met hun wagens was versterkt, wisten ze de nacht stand te houden. De Visigotische koning Theoderik I sneuvelde in de slag.
Aetius die, door de komst van de Germaanse foederativolken, met moeite het Romeins gezag in Gallië handhaafde, had belang bij de aanwezigheid van de Hunnen. Hij wilde hen als een externe dreiging behouden om zijn eigen machtspositie te verstevigen. Dat was ook de reden dat hij de strijd wilde staken en de Visigotische kroonprins Thorismund overtuigde dat deze beter naar huis kon gaan, om zijn erfenis veilig te stellen. Ook de Salische Franken onder Merovech overtuigde hij op die manier om naar huis terug te keren. Attila kreeg zo de gelegenheid om zich in goede orde terug te trekken. Aetius kon de buit van de veldslag voor zich alleen houden.

## Nasleep
De verstandhouding tussen Aetius en de West-Romeinse keizer Valentinianus III was verre van goed. De Romeinse veldheer wilde een garantie dat Rome hem in de toekomst nog nodig zou hebben. Hieraan lagen jeugdervaringen van Aetius ten grondslag; hij was ooit gevangene geweest van de Hunnen. Hij had aan hun hofhouding vertoefd en kende daardoor de gewoontes van de Hunnen en hun koning. Bovendien kende hij Attila zeer goed. Niettemin bedreigden de verzwakte Hunnen in 452 Italië onder bevel van Attila en namen Milaan in. Er bestaat een verhaal waarin paus Leo Attila overtuigde om Rome te sparen en de 'schrik van Europa' vlucht uit vrees voor het Kruis.
Korte tijd later kwam er plotseling een einde aan de plaag van de Hunnen, want Attila stierf in 453 tijdens een drankorgie. Men spreekt over een halsslagaderbreuk door een mateloze zuippartij. Andere bronnen stellen dat hij vermoord werd door een van zijn jaloerse haremvrouwen. Het jaar daarop gingen de Hunnen ten onder in de Slag aan de Nadao tegen hun voormalige bondgenoten de Ostrogoten en de Gepiden.
Na de dood van Attila had keizer Valentinianus III Aetius niet meer nodig. Zoals wel vaker in de geschiedenis van Rome, werd een al te succesvolle generaal door de keizer als een bedreiging gezien. Er zijn inderdaad aanwijzingen dat Aetius met zijn Gallische coalitie de macht in Rome wilde overnemen. Aetius werd in 454 vermoord. In reactie daarop veroverde Avitus, een van de naaste medewerkers van Aetius, met Visigotische hulp inderdaad de keizerstroon maar hij werd snel vermoord toen hij zijn leger had ontbonden.

## Overige
De politieke betekenis van deze slag is dat West-Europa verder gespaard bleef van de rooftochten van de Hunnen.
Het slagveld lag mogelijk in de buurt van het tegenwoordige Châlons-en-Champagne en Troyes, maar dit is niet archeologisch aangetoond.
Abrittus · Naissus · Moeresloel · Adrianopel · Frigidus · Pollentia · Verona · Florence · Arles (430) · Ravenna · Catalaunische Velden · Orléans · Urbicus · Kaap Bon · Bolia · Isonzo · Ulca · Verona  · Adda · Vouillé · Taginae · Arles (458)
Oorlogen van de Romeinse Republiek
· Romeins-Etruskische Oorlogen
· Romeins-Aequische Oorlogen
· Latijnse Oorlog
· Romeins-Hernicische Oorlogen
· Romeins-Volscische Oorlogen
· Samnitische oorlogen (Eerste, Tweede, Derde)
· Pyrrhische Oorlog
· Punische oorlogen (Eerste, Tweede, Derde)
· Illyrische Oorlogen (Eerste, Tweede, Derde)
· Macedonische Oorlogen (Eerste, Tweede, Derde, Vierde)
· Romeins-Seleucidische Oorlog
· Aetolische Oorlog
· Galatische Oorlog
· Romeinse Verovering van Hispania (Eerste Celtiberische Oorlog, Lusitanische Oorlog, Numantische Oorlog, Sertorische Oorlog, Cantabrische Oorlogen)
· Achaeïsche Oorlog
· Oorlog tegen Jugurtha
· Cimbrische Oorlog
· Servilische Oorlogen (Eerste, Tweede, Derde)
· Bondgenotenoorlog
· Sulla's Burgeroorlogen (Eerste, Tweede)
· Mithridatische oorlogen (Eerste, Tweede, Derde)
· Gallische Oorlog
· Romeinse expedities naar Britannia
· Burgeroorlog tussen Pompeius en Caesar
· Einde van de Republiek (Slag bij Mutina, Burgeroorlog tegen Brutus en Cassius, Siciliaanse Opstand, Perusiaanse Oorlog, Burgeroorlog tussen Antonius en Octavianus)
Oorlogen van het Romeinse Keizerrijk
· Germaanse Oorlogen (Teutoburgerwoud, Marcomannenoorlog, Alemannische Oorlogen, Gotische Oorlog, Visigotische Oorlogen)
· Romeinse verovering van Britannia
· Boudicca
· Armenische Oorlog
· Vierkeizerjaar
· Joodse Oorlog
· Romeins-Parthische Oorlog
· Romeins-Perzische oorlogen
· Burgeroorlogen van de derde eeuw
. Gotische oorlog (376-382)
. Gotische opstand van Alarik I
. Gildonische opstand
. Gotische oorlog (402-403)
. Pictische oorlog van Stilicho
. Oorlog van Heraclianus
. Oorlog van Radegaisus
. Rijnoversteek
. Romeinse Burgeroorlog 427-429
· Val van het West-Romeinse Rijk